# HAM-2200
A 2200 m-es amatőrsáv a hosszúhullámú tartományban lévő, rádióamatőrök számára kijelölt sáv. A kijelölt frekvenciatartomány: 135.7 - 137.8 kHz. Ezt a sávot nevezik 2 kilométeres rádióamatőr sávnak is.

## Terjedési sajátosságai[1]
A 2200m-es amatőrsáv a hosszúhullámú rádiófrekvenciás tartományban van, ezért a hosszúhullámokra jellemző terjedési tulajdonságai vannak:
- jó hatásfokkal terjed felületi hullámok formájában
- napnyugta után térhullámok útján is terjed
- kis mértékben nappal is megfigyelhető térhullámú terjedés

## A 2200 m-es amatőrsávra vonatkozó nemzetközisávterv[2]
| ITU 1                                                                            | ITU 2                                                                 | ITU 3                                                                                         |
| -------------------------------------------------------------------------------- | --------------------------------------------------------------------- | --------------------------------------------------------------------------------------------- |
| 135,7–137,8 kHz 1. ÁLLANDÓHELYŰ 2. TENGERI MOZGÓ 3. Amatőr 5.67A 5.64 5.67 5.67B | 135,7–137,8 kHz 1. ÁLLANDÓHELYŰ 2. TENGERI MOZGÓ 3. Amatőr 5.67A 5.64 | 135,7–137,8 kHz 1. ÁLLANDÓHELYŰ 2. TENGERI MOZGÓ 3. RÁDIÓNAVIGÁCIÓ 1. Amatőr 5.67A 5.64 5.67B |

- 5.64 - Az állandóhelyű szolgálat állomásai részére, az e szolgálat számára a 90 kHz és a 160 kHz (148,5 kHz az 1. Körzetben) között felosztott sávrészekben, valamint a tengeri mozgószolgálat állomásai részére, az e szolgálat számára a 110 kHz és a 160 kHz (148,5 kHz az 1. Körzetben) között felosztott sávrészekben csak az A1A vagy F1B, az A2C, az A3C, az F1C vagy F3C adásmódok engedélyezettek. A tengeri mozgószolgálat állomásai részére a 110 kHz és a 160 kHz (148,5 kHz az 1. Körzetben) közötti sávrészekben a J2B vagy a J7B adásmód kivételesen szintén megengedett.
- 5.67 - Járulékos felosztás: Kirgizisztánban és Türkmenisztánban a 130−148,5 kHz frekvenciasávot másodlagos jelleggel a rádiónavigáció szolgálat számára is felosztották. Ezeknek az országoknak a területén, valamint ezen országok közötti viszonylatban ez a szolgálat a jogegyenlőség alapján üzemelhet. (WRC‑19)
- 5.67A - A 135,7−137,8 kHz sáv frekvenciáit használó amatőrszolgálat állomásai által kisugárzott teljesítmény nem haladhatja meg az 1 W (EIRP) értéket, és ezek az állomások nem okozhatnak káros zavarást az 5.67 Bekezdésben felsorolt országokban üzemelő rádiónavigáció szolgálat állomásainak. (WRC‑07)
- 5.67B - Algériában, Egyiptomban, Irakban, Libanonban, a Szíriai Arab Köztársaságban, Szudánban, Dél-Szudánban és Tunéziában a 135,7−137,8 kHz frekvenciasáv használata az állandóhelyű és a tengeri mozgószolgálatra korlátozódik. A fent említett országokban a 135,7−137,8 kHz frekvenciasávban az amatőrszolgálat nem üzemelhet, mely tényt az ilyen jellegű használatot engedélyező országoknak figyelembe kell venniük. (WRC‑19)

## A sávblokk Magyarországon érvényessávterve[2]
| 130–148,5 kHz            | 130–148,5 kHz | 130–148,5 kHz | 130–148,5 kHz                 | 130–148,5 kHz             | 130–148,5 kHz                       | 130–148,5 kHz                 | 130–148,5 kHz                                |
| A                        | B             | C             | D                             | E                         | F                                   | G                             | H                                            |
| ------------------------ | ------------- | ------------- | ----------------------------- | ------------------------- | ----------------------------------- | ----------------------------- | -------------------------------------------- |
| ÁLLANDÓHELYŰ             | 5.64 NJE      | E             | 1                             | K                         | Pont-pont, pont-többpont rendszerek | RR 24.1, 24.2 Bekezdés        | Polgári használatkor: 3. melléklet 2.1. pont |
| ÁLLANDÓHELYŰ             | 5.64 NJE      | E             | 1                             | K                         | Katonai állandóhelyű rendszerek     | RR 24.1, 24.2 Bekezdés        |                                              |
| Amatőr (135,7–137,8 kHz) | 5.67A 5.67B   | P             | 2                             | K                         | Amatőrrádiózás                      | ECC/REC/(02)01 MSZ EN 301 783 | 3. melléklet 7. pont                         |
|                          |               | PN            |                               |                           | SRD                                 |                               | 3. melléklet 9.1. pont                       |
| 3                        | K             | PN            | Rádiómeghatározó alkalmazások | 3. melléklet 9.7.1. pont  |                                     |                               |                                              |
| 3                        | K             | PN            | Induktív alkalmazások         | 3. melléklet 9.10.1. pont |                                     |                               |                                              |
| 3                        | K             | PN            | Aktív orvosi implantátumok    | 3. melléklet 9.13.1. pont |                                     |                               |                                              |

- Az A oszlop meghatározza az adott sávhoz rendelt egyes rádiószolgálatokat
- A B oszlop meghatározza a vonatkozó lábjegyzetet, a harmonizált katonai sávra
- A C oszlop meghatározza a polgári, a nem polgári vagy az együttes célú használatra történő felosztást. A polgári célú felosztást P, a nem polgári célút N és az együttes célút E jelöli.
- A D oszlop meghatározza az alkalmazás jellegét. Az elsődleges jelleget 1-es, a másodlagos jelleget 2-es, a harmadlagos jelleget 3-as szám jelöli.
- Az E oszlop meghatározza az alkalmazás használatbavételi lehetőségét. A kijelölt kategóriát K, a tervezett kategóriát T jelöli.
- Az F oszlop meghatározza az alkalmazás megnevezését.
- A G oszlop tartalmazza a vonatkozó nemzetközi és hazai dokumentumokra hivatkozásokat
- A H oszlop tartalmazza a frekvenciasávok használata során alkalmazandó további rádióspektrum-gazdálkodási követelményeket és jellemzőket, valamint sávhasználati feltételeket.

## Felosztása[3]
| Frekvenciatartomány (Hz) | Frekvenciatartomány (Hz) | Használható adóteljesítmény (W) | Használható adóteljesítmény (W) | Használható adóteljesítmény (W) | Használható sávszélesség (Hz) | Üzemmód, felhasználás                                                                | Engedélyezett adásmód | Engedélyezett adásmód | Engedélyezett adásmód |
| kezdete                  | vége                     | Kezdő                           | CEPT                            | HAREC                           | Használható sávszélesség (Hz) | Üzemmód, felhasználás                                                                | Kezdő                 | CEPT                  | HAREC                 |
| ------------------------ | ------------------------ | ------------------------------- | ------------------------------- | ------------------------------- | ----------------------------- | ------------------------------------------------------------------------------------ | --------------------- | --------------------- | --------------------- |
| 135700                   | 137800                   | 0                               | 0                               | 1 (EIRP)                        | 200                           | CW QRS, QRSS                                                                         |                       |                       | - A1A - A1D - F1D     |
| 137400                   | 137800                   | 0                               | 0                               | 1 (EIRP)                        | 200                           | Keskenysávú módok - 137000 FST4 - 137500 FST4W - 137400 WSPR - 137630 T10, JT9, JT65 |                       |                       | - A1A - A1D - F1D     |

## Gyakorlati felhasználása
A kijelölt tartomány sávszélessége nagyon kicsi, 2100Hz, ebből adódóan csak morzejelek (CW), és keskenysávú digitális jelek átvitelére alkalmas.
A rádióamatőrök számára ebben az amatőrsávban 1W-os maximális adóteljesítmény engedélyezett. A terjedési sajátosságaiból adódóan keskenysávú üzemmódokkal 1W-al is el lehet érni nagyobb távolságú összeköttetéseket.